# Уральская (деревня)
Ура́льская — деревня в Курагинском районе Красноярского края. Входит в состав Березовского сельсовета.

## История
В 1968 году указом Президиума Верховного Совета РСФСР деревне Грязнуха присвоено наименование Уральская.

## Население
| 2010 |
| ---- |
| 187  |

## Улицы
| - ул. Братьев Мезиных, - ул. Кооперативная, \| valign="top" \| - ул. Молодёжная, - ул. Московская. |